# 愛媛県道124号上分三島線
愛媛県道124号上分三島線（えひめけんどう124ごう かみぶんみしません）は、愛媛県四国中央市を通る一般県道である。

## 概要
四国中央市上分町から四国中央市三島中央5丁目に至る。

### 路線データ
- 起点：四国中央市上分町（愛媛県道・高知県道5号川之江大豊線交点）
- 終点：四国中央市三島中央5丁目（三島郵便局前交差点、国道319号交点、愛媛県道126号上猿田三島線終点）

## 歴史
- 1923年（大正12年） - 愛媛県道に認定。
- 1992年（平成4年） - 国道11号川之江三島バイパス部分開通により、中曽根町下秋則 - 幸町付近で一部ルート変更、一部国道11号川之江三島バイパスと重複。

## 路線状況

### 重複区間
- 国道11号（四国中央市中曽根町・幸町交差点 - 四国中央市中曽根町・下秋則交差点）

### 道路施設

#### 橋梁
- 赤橋（契川、四国中央市）
- 柏橋（赤之井川、四国中央市）

## 地理

### 通過する自治体
- 愛媛県
  - 四国中央市

### 交差する道路
| 交差する道路                               | 交差する場所  | 交差する場所              |
| ------------------------------------------ | ------------- | ------------------------- |
| 愛媛県道・高知県道5号川之江大豊線          | 上分町        | 起点                      |
| 国道11号 / 川之江三島バイパス              | 上分町        |                           |
| 国道192号                                  | 妻鳥町        | 赤橋交差点                |
| 愛媛県道333号三島川之江港線                | 妻鳥町        |                           |
| 国道11号 / 川之江三島バイパス              | 下柏町        | 一貫田交差点              |
| 国道11号 / 川之江三島バイパス 重複区間起点 | 中曽根町      | 幸町交差点                |
| 国道11号 / 川之江三島バイパス 重複区間終点 | 中曽根町      | 下秋則交差点              |
| 国道319号 愛媛県道126号上猿田三島線        | 三島中央5丁目 | 三島郵便局前交差点 / 終点 |

### 沿線
- 四国中央市立上分小学校
- 四国中央市立川之江南中学校
- イオン川之江店
- うま農業協同組合松柏支店
- 四国中央市立松柏小学校
- 善法寺
- 四国中央市立三島東中学校
- 四国中央市役所
- 四国中央市防災センター
- 四国中央商工会議所
- 愛媛県立三島高等学校
- 四国中央市立三島小学校
- JR四国予讃線 伊予三島駅
- 伊予三島郵便局
- いよてつ高島屋伊予三島店